# Sailor Mars
Sailor Mars (セーラーマーズ, Sērā Māzu) est un personnage de fiction et protagoniste de la franchise Sailor Moon créée par Naoko Takeuchi. Ancienne garde du corps de Princess Serenity, il y a 10 000 ans, Sailor Mars s’est réincarnée au XXe siècle sous les traits de Rei Hino (火野 レイ, Hino Rei), une prêtresse shinto.

## Biographie

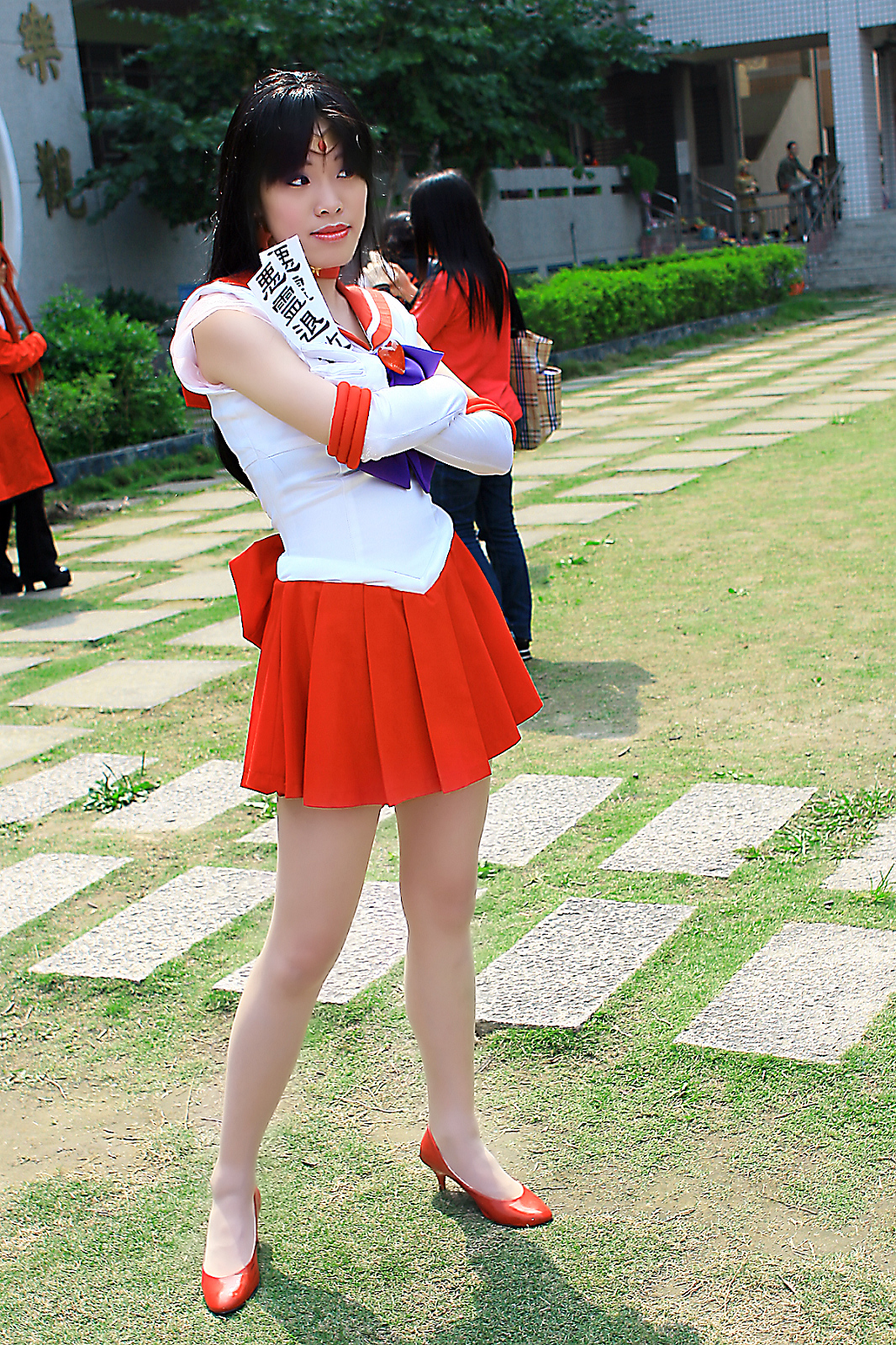
cosplay de Sailor Mars

### Contexte du récit
Sailor Mars faisait partie depuis son enfance de la garde personnelle de Princess Serenity. Elle était également la princesse de la planète Mars. Sailor Mars finit par périr dans la lutte qui oppose les Sélénites du Silver Millenium et les Terriens, manipulés par Queen Beryl et Metallia. Après la guerre, Queen Serenity envoie son âme sur Terre afin qu'elle soit réincarnée dans le futur.
L’âme de Sailor Mars renaît dans la personne de Rei Hino, à Tokyo, à la toute fin du IIe millénaire.

### Rei Hino
Rei Hino ou Raya dans certaines traductions francophones est une jeune fille de 14 ans qui est relativement bonne psychologue. Dans le manga, son père est gardien d'un temple. Dans la version animée, sa mère est morte et son père fait de la politique,. Petite-fille d'un prêtre shintoïste, elle développe des pouvoirs spirituels qui lui permettent de chasser les esprits et avoir des dons de voyance. Impulsive et pétillante, elle tombe amoureuse de Tuxedo, ce qui provoque de nombreuses disputes avec Sailor Moon,,,. Elle souhaite devenir la grande prêtresse du temple familial.
C’est la chatte Luna qui découvre sa vraie identité, alors que des monstres attaquent le temple shintoïste où elle exerce ses fonctions de prêtresse. Elle fait alors équipe avec Sailor Moon et Sailor Mercury, puis quand celle-ci les rejoignent plus tard dans l'histoire avec Sailor Jupiter et Sailor Venus. Comme les autres guerrières du système solaire interne, elle a pour mission de protéger Princess Serenity et la Terre.

## Conception
Comme pour les autres guerrières de Sailor Moon, la conception du personnage de Sailor Mars possède une signification dans son nom liée à son pouvoir. Le nom de famille, Hino, comporte le hi japonais signifiant le feu. De plus, le choix de la planète qu'elle défend s'effectue également en rapport à ce pouvoir. Au japon, Mars est nommée Kasei, ce qui signifie l'étoile de feu.
La conception de Rei Hino ainsi que sa vie au sein du temple Shinto est principalement basé sur l'expérience personnelle de l'auteur du manga qui a été miko et son design s'inspire de la modèle et chanteuse Arisa Mizuki, alors âgée de 15 ans.

## Pouvoir
Outre ses pouvoirs spirituels qu'elle développe sous son identité civile, elle détient le pouvoir du feu en tant que Sailor Mars. En combinant ses pouvoirs à ses enseignements mystiques, elle est capable de provoquer des exorcismes désenvoûtant les victimes de ses ennemis. Ses pouvoirs de Sailor Mars lui permettent notamment de créer des disques de feu capables de tout découper, mais également de lancer des boules de feu. Le stylo magique que lui remet Luna lui permet de se transformer en Sailor Mars en prononçant les paroles « Pouvoir de Mars, transforme-moi ».

## Symbolique

Symbole de Sailor Mars.

La symbolique de Rei Hino varie entre le manga et la série animée. Sa personnalité de Rei Hino est particulièrement différente au point de ne préserver dans la série animée que des aspects superficiels. Dans le manga, elle incarne la miko traditionnelle et sincère, profondément ancrée dans le mysticisme japonais. Calme et réservée, elle prend son rôle de miko très au sérieux et possède des aptitudes spirituelles bien plus développées. Elle ne s'intéresse pas aux romances et se concentre sur ses devoirs de guerrière Sailor. À l'inverse, dans la série, elle adopte une personnalité plus moderne, impulsive, colérique et attirée par les garçons.
Sailor Mars est associée à des symboles qui s'entrecroisent avec des éléments culturels japonais et des notions universelles d'émancipation féminine. En tant que prêtresse shinto, Rei incarne un lien fort avec la spiritualité et les traditions japonaises, notamment à travers ses pratiques rituelles et son rôle dans le temple familial. Son pouvoir du feu est souvent interprété comme une métaphore de la passion, de la purification et de la force intérieure, des qualités qui la distinguent des autres guerrières Sailor,,,. Par son lien avec la religion shintoïste, Rei représente la facette spirituelle de la culture japonaise.
Sur le plan symbolique, le feu reflète également le tempérament de Rei : ardente, déterminée et parfois conflictuelle, ce qui renforce son rôle comme une force opposée mais complémentaire à Sailor Moon, plus douce et empathique. Cette dualité illustre les différentes facettes de la féminité dans la série, une thématique centrale dans Sailor Moon.
Sailor Mars incarne une vision complexe de l’indépendance féminine. Dans le manga, Rei rejette les stéréotypes romantiques traditionnels, exprimant un désintérêt pour les relations amoureuses et une aspiration à l’autonomie en tant que prêtresse. Cela contraste avec son caractère dans l’anime, où elle est parfois présentée comme particulièrement intéressée par les garçons, une modification qui est critiquée pour affaiblir sa symbolique,,. D'ailleurs, dans la série animée, elle n'hésite pas à faire part de ses sentiments à Tuxedo Mask. Dans une étude sur l'influence des guerrières Sailors en Indonésie, ce tempérament brise un tabou sur les relations amoureuses dans lesquelles les filles ne peuvent être les premières à dévoiler leurs sentiments.
Un autre élément relève de l'attirance qu'Usagi a pour Rei Hino lors de leur première rencontre. Il s'agit d'un schéma classique d'attraction entre filles et l'animation met particulièrement l'accent sur les yeux amoureux d'Usagi à son égard. C'est ce sentiment qui la pousse à la poursuivre car elle la trouve magnifique. Cette scène met initialement en lumière une forme de bisexualité avant de faire passer cette attraction pour une forme de perception de l'identité de Sailor Mars.

## Interprétations

### Dessins animés
|                                                   | Voix japonaise  | Voix française       |
| ------------------------------------------------- | --------------- | -------------------- |
| Sailor Moon, saison 1 et saison 2 (1ére voix)     | Michie Tomizawa | Claude Chantal       |
| Sailor Moon, saison 2 (2éme voix), saisons 3 et 4 | Michie Tomizawa | Francine Lainé       |
| Sailor Moon, saison 5                             | Michie Tomizawa | Pauline de Meurville |
| Sailor Moon : Les Fleurs maléfiques               | Michie Tomizawa | Francine Lainé       |
| Sailor Moon S, le film                            | Michie Tomizawa | Pauline de Meurville |
| Sailor Moon Super S, le film                      | Michie Tomizawa | Pauline de Meurville |
| Pretty Guardian Sailor Moon Crystal               | Rina Satou      | Jennifer Fauveau     |
| Sailor Moon Eternal                               | Rina Satou      | Jennifer Fauveau     |

### Drama
Dans Pretty Guardian Sailor Moon, le personnage de Sailor Mars est joué par l’actrice Keiko Kitagawa.

### Comédies musicales
- Hiroko Nakayama :

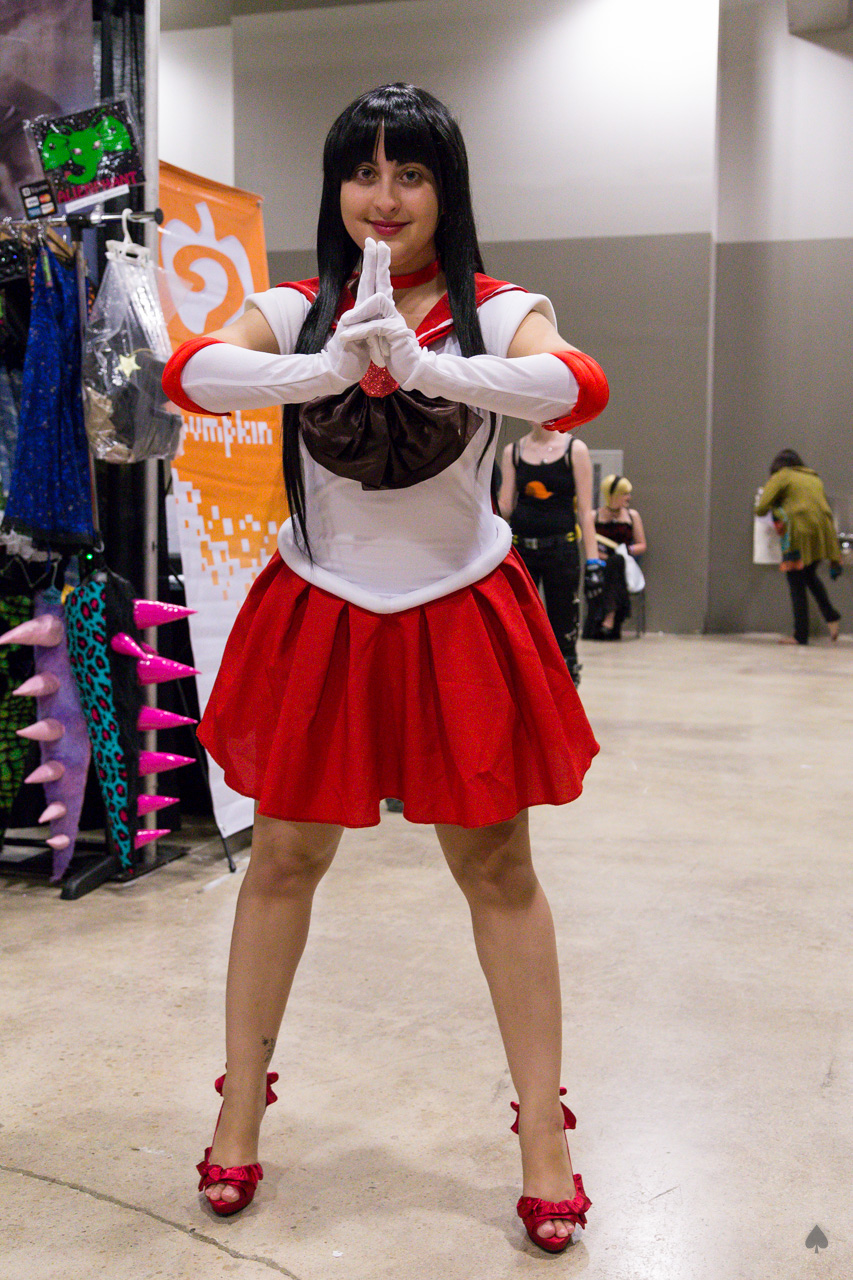
Cosplay de Sailor Mars.

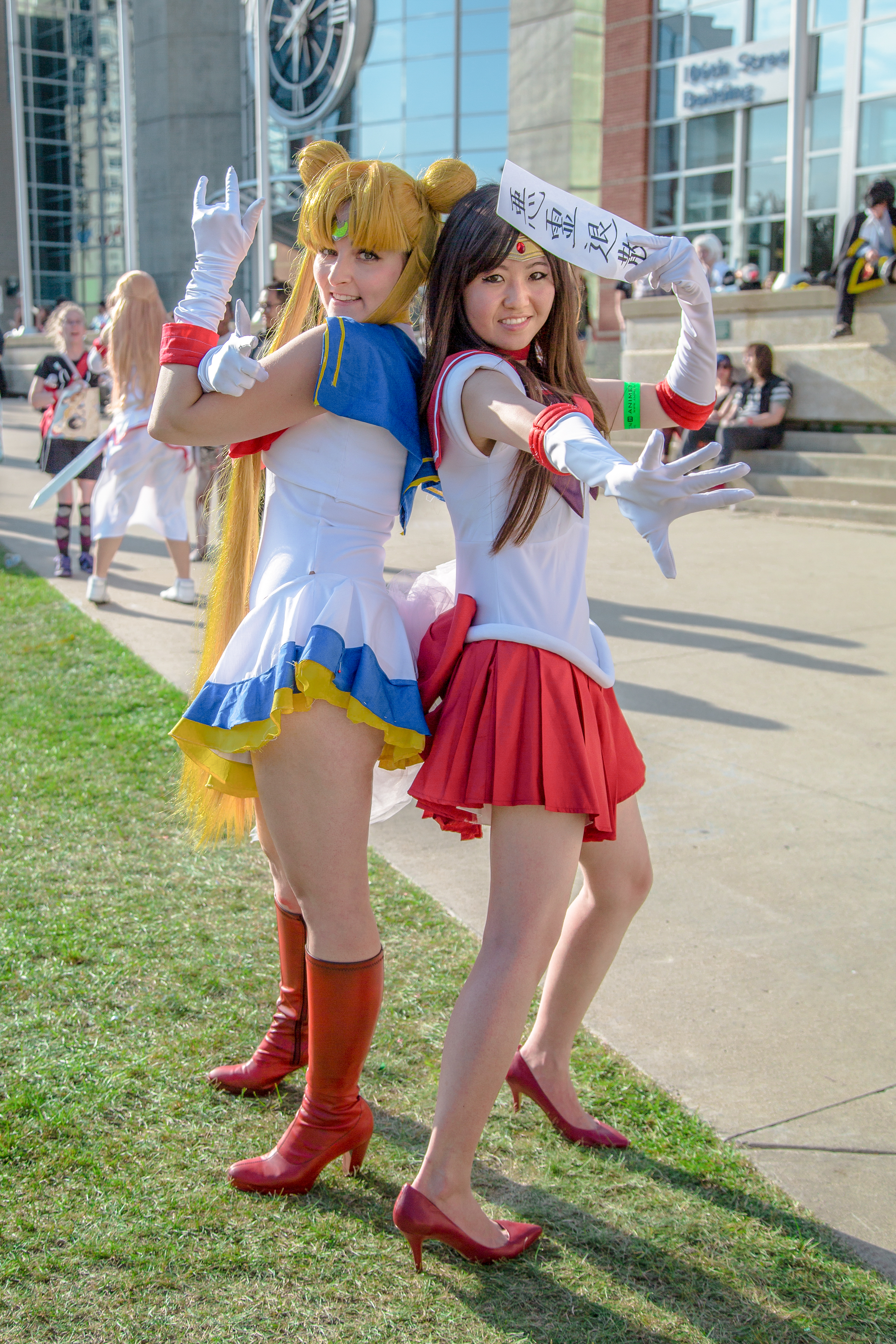
cosplay de Sailor Moon et Sailor Mars

  - Sailor Moon - Gaiden Dark Kingdom Fukkatsu Hen (1993)
  - Sailor Moon - Gaiden Dark Kingdom Fukkatsu Hen (Kaiteiban) (1994)
  - Sailor Moon Super Spring Festival (1994)
- Misako Kotani :
  - Sailor Moon S - Usagi Ai no Senshi e no Michi (1994)
  - Sailor Moon S - Henshin - Super Senshi e no Michi (1995)
  - Sailor Moon S - Henshin - Super Senshi e no Michi (Kaiteiban) (1995)
  - Sailor Moon SuperS - (Kaiteiban) Yume Senshi - Ai - Eien ni... Saturn Fukkatsu Hen (1996)
  - Sailor Moon SuperS Special Musical Show (1996)
  - Sailor Moon Sailor Stars (1996)
  - Sailor Moon Sailor Stars (Kaiteiban) (1997)
  - Eien Densetsu (1997)
  - Eien Densetsu (Kaiteiban) - The Final First Stage (1998)
- Asuka Umemiya :
  - Sailor Moon SuperS - Yume Senshi - Ai - Eien ni… (1995)
- Hiromi Sakai
  - Shin Densetsu Kourin (1998)
- Eri Kanda :
  - Kaguya Shima Densetsu (1999)
  - Kaguya Shima Densetsu (Kaiteiban) Natsuyasumi! Houseki Tankentai (1999)
  - Shin / Henshin - Super Senshi e no Michi - Last Dracul Jokyoku (2000)
  - Kessen / Transylvania no Mori - Shin Toujou! Chibi Moon wo Mamoru Senshi-tachi (2000)
  - Kessen / Transylvania no Mori (Kaiteiban) - Saikyou no Kataki Dark Cain no Nazo (2001)
- Megumi Yoshida :
  - Last Dracul Saishuu Shou - Chou Wakusei Death Vulcan no Fuuin (2000)
  - Tanjou! Ankoku no Princess Black Lady (2001)
  - Tanjou! Ankoku no Princess Black Lady (Kaiteiban) - Wakusei Nemesis no Nazo (2001)
  - 10th Anniversary Festival - Ai no Sanctuary (2002)
  - Mugen Gakuen - Mistress Labyrinth (2002)
- Aiko Kawasaki :
  - Mugen Gakuen - Mistress Labyrinth (Kaiteiban) (2003)
  - Starlights - Ryuusei Densetsu (2003)
- Risa Honma
  - Kakyuu-Ouhi Kourin - The Second Stage Final (2004)
  - Shin Kaguya Shima Densetsu (2004)
  - Shin Kaguya Shima Densetsu (Kaiteiban) - Marinamoon Final (2005)
- Kanon Nanaki
  - La Reconquista (2013)
  - Petite étrangère (2014)
  - Un Nouveau Voyage (2015)
- Karen Kobayashi
  - Amour Eternal (2016-2017)
  - Le Mouvement Final (2017)
- Kazumi Takayama
  - Nogizaka46 Version Musical (2018) (Team Moon)
- Ranze Terada
  - Nogizaka46 Version Musical (2018) (Team Star)
- Kotomi Hirai
  - The Super Live (2018-2019)  (Cast ❤, Team Paris)
- Kyoko Ninomiya
  - The Super Live (2018-2019, 2023)  (Cast ◆, Team Taipei)
- Yui Hasegawa
  - The Super Live (2018-2019)  (Cast ♪, Team America)
- Seira Hayakawa
  - Nogizaka46 Version Musical 2019 (2019)
- Rei Kobayashi
  - Kaguya-hime no Koibito (2021)
  - 30th Anniversary Musical Festival -Chronicle- (2022)
  - The Super Live (2025) (Team USA)
- Hina Okamoto
  - Nogizaka46 "5th Generation" Version Musical 2024 (2024) (Team Moon)
- Miku Ichinose
  - Nogizaka46 "5th Generation" Version Musical 2024 (2024) (Team Star)
- Marisa Yasukawa
  - The Super Live (2025) (Team UK)